# Châtillon-en-Vendelais
Châtillon-en-Vendelais är en kommun i departementet Ille-et-Vilaine i regionen Bretagne i nordvästra Frankrike. Kommunen ligger i kantonen Vitré-Est som tillhör arrondissementet Fougères-Vitré. År 2022 hade Châtillon-en-Vendelais 1 738 invånare.

## Befolkningsutveckling
Antalet invånare i kommunen Châtillon-en-Vendelais
Referens:INSEE